# Abborrtjärnen (Grangärde socken, Dalarna, 666967-144650)
Abborrtjärnen är en sjö i Ludvika kommun i Dalarna och ingår i Norrströms huvudavrinningsområde. Sjöns area är 0,042 kvadratkilometer och den är belägen 300 meter över havet.